# Purwadadi (Purwadadi)
Purwadadi is een bestuurslaag in het regentschap Ciamis van de provincie West-Java, Indonesië. Purwadadi telt 4265 inwoners (volkstelling 2010).